# Miss Mundo 1952
Miss Mundo 1952 foi a 2ª edição do concurso de beleza feminino de Miss Mundo. O certame idealizado e produzido pelo gerente de vendas publicitárias da Mecca Leisure Group, Eric Douglas Morley, foi realizado no dia 14 de novembro de 1952. Tendo como palco o Lyceum Theatre, Eric conseguiu reunir onze (11) candidatas, sendo nove (9) de outros países e duas (2) britânicas. A vencedora, pela primeira na história do concurso foi novamente a candidata da Suécia, representada por May Louise Flodin.

## Pré-concurso

### Duas britânicas na disputa
Eric Morley estava esperando a chegada de 11 belezas. Mas a décima primeira concorrente, a italiana Lyla Rocco, que ganhou o prêmio "Miss Cinema" no concurso de Miss Itália, não chegou a Londres. Ao concurso se juntaria a Miss Britain 1952, Doreen Gaffney-Dawne. Almejando promover o concurso com 12 candidatas, Morley pensou em convidar a participação de uma décima segunda moça, a Miss Britain 1951 Marlene Ann Dee, que aceitou com prazer. Dessa forma, seu principal parceiro no concurso, o jornal "Sunday Dispatch" e o principal patrocinador do concurso Miss Great Britain, tinha duas belezas no concurso, alcançando a satisfação dos diretores do jornal e, assim, garantindo futuras alianças de negócios.

### Desistência da Miss Bélgica
A rebelde Miss Bélgica insistia em ser acompanhada por todo o lado com o namorado, o que Morley não permitia, porque, se esta exceção fosse concedida, nos próximos anos ele veria todas as candidatas chegando com o namorado em todas as atividades do concurso e ele não poderia permitir isso. Mas a belga se recusou a cumprir as regras do concurso, então Morley tomou a decisão de desqualificá-la, e a menina teve que arrumar suas coisas e voar de volta para Bruxelas com seu namorado inseparável. Anne-Marie Pauwels tornou-se assim a primeira concorrente desqualificada na história do Miss Mundo e o quadro desta edição fechava-se com onze candidatas.

### Noite final

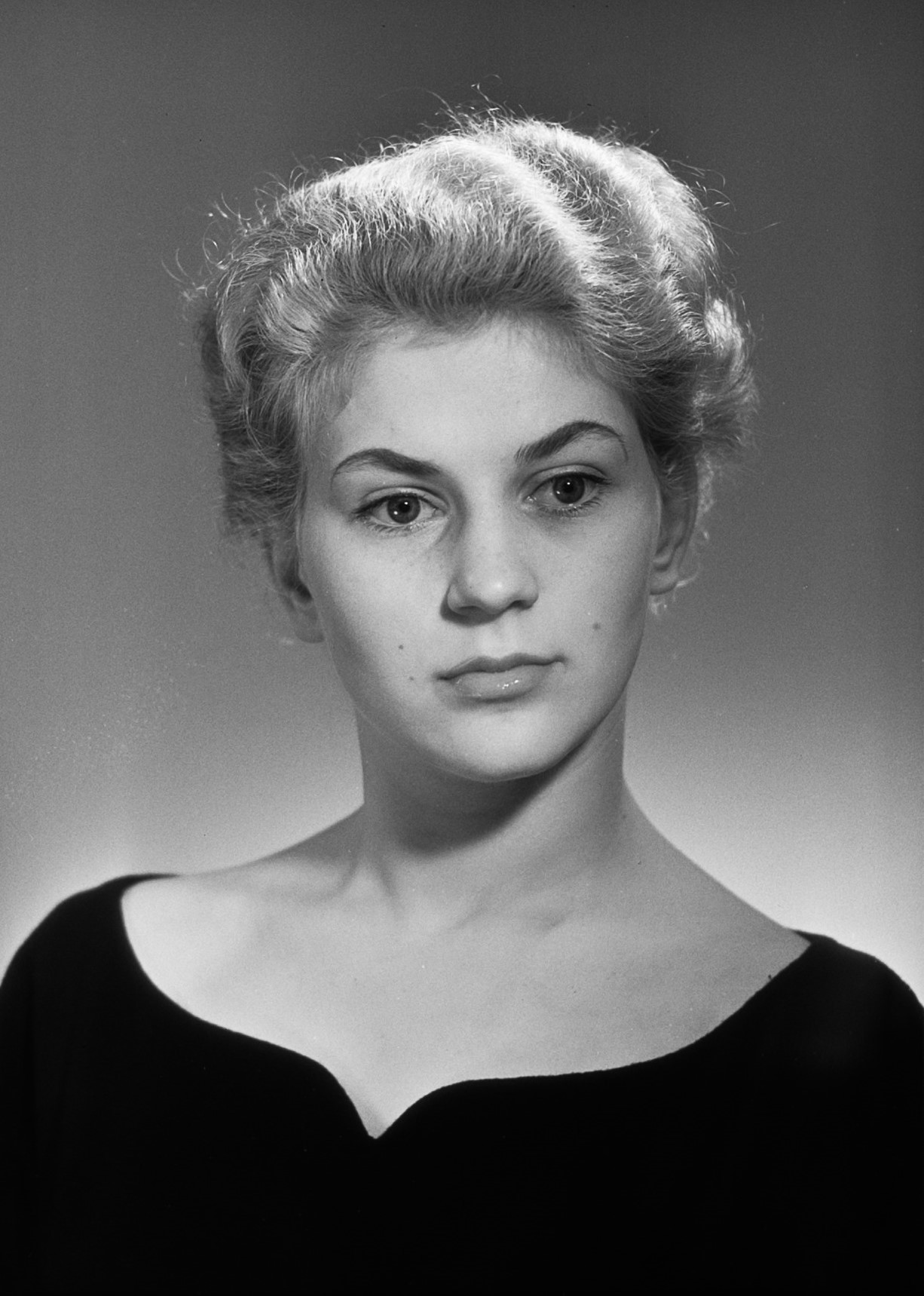
A candidata da Finlândia, Eva Maria Hellas.

A final do concurso Miss Mundo de 1952 estava planejada para ser realizada, inicialmente, na quarta-feira, 12 de novembro, mas perante a árdua jornada das candidatas por todo o país, Morley decidiu dar-lhes um dia de folga para que depois pudessem participar dos ensaios e mudou a final para sexta-feira 14. Na noite das finais, as 11 candidatas desfilaram diante dos juízes e do público do Lyceum Ballroom, em Londres, em vestidos de noite e trajes de banho. O painel de juízes era composto por seis personalidades. Naquela época, notas de 1 a 10 eram usadas para votar em cada participante. Cada beleza tinha um pedestal com o nome do país representado para que o júri pudesse identificá-las claramente. Nota-se que elas não foram apresentadas em ordem alfabética, mas aleatoriamente. As candidatas desfilaram na seguinte ordem: Irlanda, Dinamarca, Alemanha, França, Estados Unidos, Suécia, Grã-Bretanha (Miss de 1951), Finlândia, Suíça, Grã-Bretanha (Miss de 1952) e Holanda. A grande favorita da platéia foi a "Miss Alemanha", Vera Marks, que a aplaudiu cada vez que apareceu. O desfile de maiô foi o último antes de conhecer as vencedoras da noite.
Depois de terminar a contagem dos votos, o veredito final foi anunciado: em terceiro lugar, e vencedora de 25 libras era a garota favorita, Vera Marks, de 19 anos, da Alemanha, atriz de cinema de Frankfurt; O segundo lugar e vencedora de £ 50 foi Miss Suíça, Sylvia Müller, uma modelo de 20 anos e secretária de Genebra. E o título de Miss Mundo 1952 foi para a representante da Suécia, Maj-Lis (May-Louise) Flodin, modelo e balconista de uma joalheria em Gotemburgo, de 18 anos, olhos azuis, cabelos ruivos, um metro e oitenta de altura e medidas 36-24-36. A Suécia manteve o título por dois anos consecutivos, sendo o primeiro "consecutivo" na história dos concursos de beleza. Além do prêmio em dinheiro de £ 100 (cerca de US$280 na época), a novíssima Miss World ganhou uma taça de rosa de prata cortesia do jornal "Sunday Dispatch" e uma semana de férias em Paris. Houve muita discordância do público com a decisão dos juízes.
A atriz e ex-rainha da beleza Betty Hutton, presente no Lyceum Ballroom, decidiu doar 25 libras para a garota que conquistou o quarto lugar, pois em todas as competições em que participava, ela sempre terminava nessa posição. Essa distinção foi dada à Miss Finlândia, Eva Maria Hellas, uma atriz de 19 anos de Helsinque. Também se sabia, não oficialmente, que o quinto lugar correspondia à britânica Marlene Ann Dee e o sexto à francesa Nicole Drouin.

### Miss EUA e Miss França
A representante dos Estados Unidos tinha 24 anos, seu nome real era Barbara Anne Stackhouse, mas decidiu mudar legalmente para "Tally Richards", pois parecia mais "glamouroso" no mundo da modelagem. Ela nasceu em Atlanta, mas viveu na cidade de Nova York. Ela era uma escritora de renome e amante de pinturas e abriu uma galeria de arte em Taos, Novo México. Ela morreu de complicações devido a um câncer de pulmão em 29 de abril de 2008 em Palm Springs.
Miss França, Nicole Drouin, tinha 22 anos, nasceu em Forbach, mas morava em Paris. Ela ganhou o título de "Miss França 1951". Tinha 1,68 m de altura e foi a vice-campeã do "Miss Europa 1952".

### Campeã
May-Louise nasceu em 14 de fevereiro de 1934 e tinha três irmãs. Como Miss Mundo, foi modelo de Christian Dior, Jacques Fath e Maggy Rouff em Paris e viajou por vários países, tornando-se uma top model. Ela não compareceu ao próximo concurso em Londres para dar o título a sua sucessora, porque não era mandatório na época. Em 1954, em uma viagem a trabalho em Beirute, ela conheceu seu futuro marido, o empresário Simon Khoury, com quem se casou em janeiro de 1957 em Cypress Gardens, na Flórida. Devido ao seu casamento, ela rejeitou um importante contrato de modelo com Eileen Ford em Nova York. Em 1957, ela ganhou novamente um concurso de beleza, a "Rainha Internacional da Arte" em Cypress Gardens. Ela teve quatro filhos (três meninas e um menino) e viveu na Flórida até 1964, quando se mudou para a capital libanesa. Ela se tornou uma das principais "socialites" no Oriente Médio, contando entre seus amigos, o rei Hussein da Jordânia. Nos últimos anos, ela morou na Jordânia, onde administrou o hotel "Aquamarina", na cidade de Aqaba. Ela participou como convidada especial da final do Miss Mundo 2000 em novembro daquele ano em Londres. Infelizmente, ela morreu em 4 de fevereiro de 2011 aos 76 anos, devido a um tumor no cérebro.

## Resultados
| Posição   | País e Candidata                |
| Vencedora | - Suécia - May Louise Flodin    |
| 2º. Lugar | - Suíça - Sylvia Müller         |
| 3º. Lugar | - Alemanha - Vera Marks         |
| 4º. Lugar | - Finlândia - Eeva Maria Hellas |
| 5º. Lugar | - Reino Unido - Marlene Ann Dee |
| 6º. Lugar | - França - Nicole Drouin        |

     Colocações não-oficiais, reveladas posteriormente ao final do evento.

## Jurados
Ajudaram a definir a campeã:
1. Richard Todd, ator irlandês;
2. Glynis Johns, atriz sul-africana;
3. Claude Berr, um dos organizadores do "Miss Europa";
4. Eddy Franklyn, dona de uma agência de modelos britânica;
5. Charles Eade, editor do jornal "Sunday Dispatch";
6. Petula Clark, cantora e atriz britânica;

## Candidatas
Disputaram o título este ano:
- Alemanha - Vera Marks
- Dinamarca - Lillian Christensen
- Estados Unidos - Tally Richards
- Finlândia - Eeva Maria Hellas
- França - Nicole Drouin
- Holanda - Sanny Weitner
- Irlanda - Eithne Dunne
- Reino Unido - Marlene Ann Dee
- Reino Unido - Doreen Dawne
- Suécia - May Louise Flodin
- Suíça - Sylvia Müller

## Histórico

### Substituições
- Finlândia - Kyllikki Koskihalme ► Eeva Maria Hellas[1]
- Holanda - Elisabeth van Proosdij ► Sanny Weitner[1]

### Desqualificação
- Bélgica - Anne-Marie Pauwels[1]

### Desistência
- Itália - Lyla Rocco[1]